# Ханенки

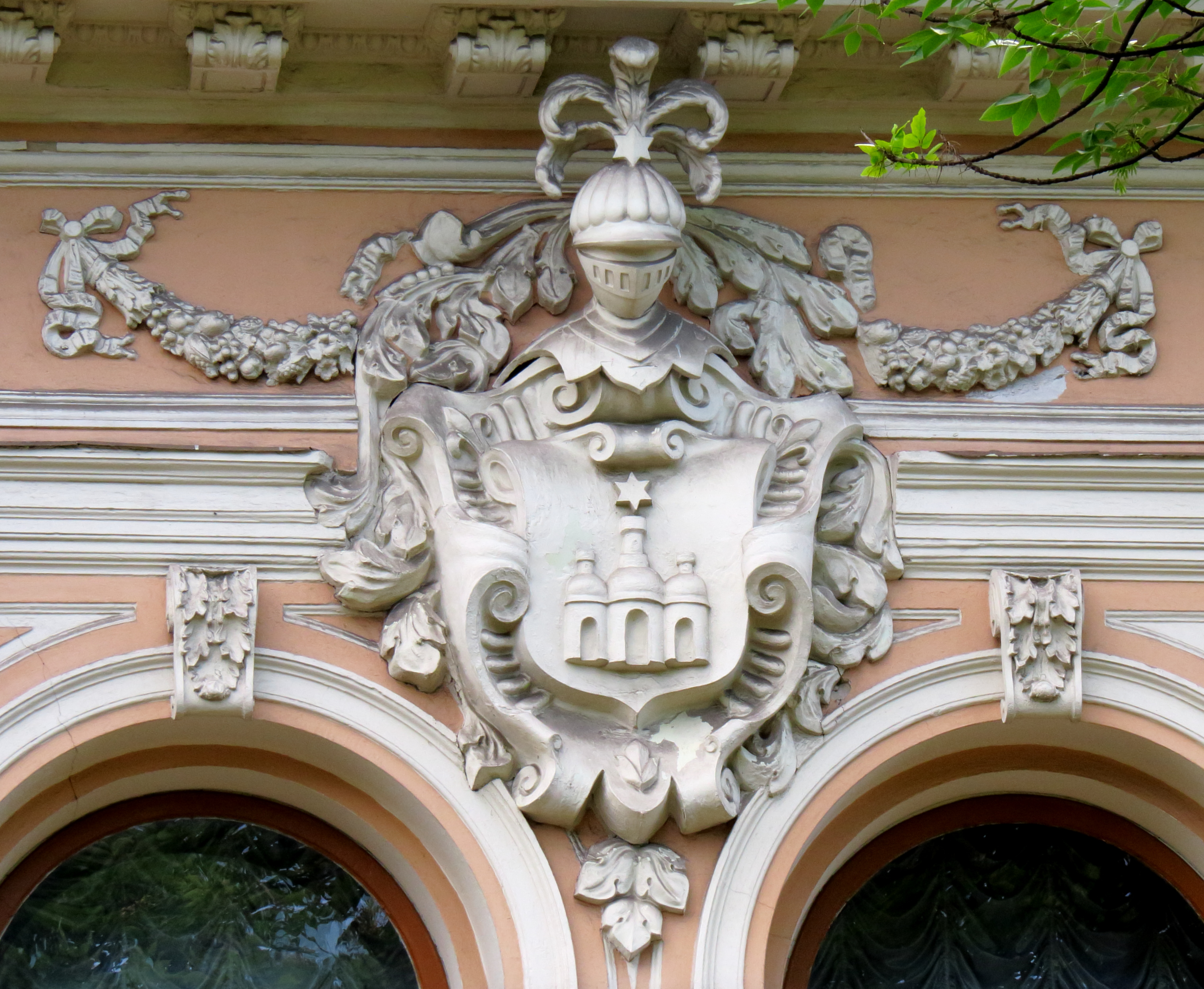
Герб Ханенків на їхньому особняку в Києві

Ханéнки — козацько-старшинський рід діячів Гетьманщини, згодом культурних діячів 19 — 20 століть.
Рід походить від Степана Ханенка, який на початку 17 століття жив на Запоріжжі. За Хмельниччини син Степана, Михайло Ханенко став уманським полковником, а згодом гетьманом Правобережної України (1669 — 1674), суперником Петра Дорошенка. В 1674 році він поселився на Лівобережжі. Онуки родоначальника Степана від його іншого сина - Лаврентія: Федір Лаврентійович— київський полковий обозний (1727-1735), а раніше Козелецький сотник (1704-1705) та Київський полковий осавул (1715) († 1744), ж.Прасковія Товстоліс;   Данило Лаврентійович — лубенський наказний полковник, який разом з російським військом брав участь у походах проти татар на пониззя Дніпра і в 1695 році загинув при облозі Кизи-Кермену. Данило Ханенко був одружений з дочкою генерального обозного Івана Ломиковського.
- син Данила Микола Ханенко (* 1693 — †1760), двоюрідний онук гетьмана Михайла Ханека, був визначним державним діячем і дипломатом Гетьманщини, залишив свій Діяріуш. З його синів визначилися:
- Василь Ханенко (* близько 1730 — кінець 18 або початок 19 ст.), який навчався в Глухові, Петербурзі і Кільському Університеті, у 1752 — 62 був капітаном гольштайнського корпусу в Петербурзі і фліґель-ад'ютантом Петра III. З 1762 залишив військову службу й оселився в с. Лотаки Стародубського полку, яке надав йому у володіння К. Розумовський; був одним з найбагатших землевласників Гетьманщини;
- молодший брат Василя Іван Ханенко (1743 — бл. 1797) навчався в Петербурзі, з 1767 був бунчуковим товаришем, брав участь у російсько-турецькій війні (1769 — 74), пізніше — фліґель-ад'ютант графа П. Румянцева. Покинувши військову службу, з 1783 був погарським повітовим маршалком дворянства і великим землевласником, якому належали села в Погарському й Стародубському повіті. Під кінець свого життя він повернувся до військової служби у чині полковника Глухівського карабінерського полку; був одружений з Софією Горленко, правнучкою Данила Апостола.
- старший син Івана, Олександр Ханенко (бл. 1776 — 1830) здобув добру освіту, володів французькою, англійською і німецькою мовами. З 1799 працював надвірним радником у Колегії Закордонних Справ під протекторатом канцлера князя О. Безбородька і належав до українського автономістського гуртка 1780 — 90. З 1800 був секретарем російського посольства в Лондоні, згодом поселився у своїх маєтках у Суразькому повіті і був повітовим маршалком. Перебуваючи у Лотаках, Олександер Ханенко упорядкував родинний архів Ханенків, в якому були історичні документи, родинні папери, листування генерального хорунжого Миколи Ханенка;
- онук Івана Миколайовича Ханенка, Михайло Ханенко (1818 — 52) — новгородсіверський повітовий маршалок у 1840-х pp., любитель української старовини, був автором екон. ст. про півн. Чернігівщину. Завдяки йому в «Черниговских Губернских Ведомостях» у 1850-х pp. опубліковано частину документів родинного архіву Ханенків. Він постачав О. Бодянському матеріали до історії України (надруковані у московських «Чтениях»).
- Брат Михайла Олександер Ханенко (1865 — 95; див.) залишив низку історичних розвідок;
- третій брат Іван Ханенко (1817 — 91) публікував матеріали про Суразький повіт тощо;
- син Івана Івановича Ханенка, Богдан Ханенко (1849 — 1917) — відомий колекціонер мистецтва, археолог, меценат.

Архів Ханенків до 1918 року зберігався в Городищі, Стародубського повіту, в 1926 році був перевезений до Гомельського обласного архіву. Тепер знаходиться в Києві.